# Kanton Mainz
Der Kanton Mainz (französisch Canton de Mayence) war eine von zehn Verwaltungseinheiten, in die sich das Arrondissement Mainz im Département du Mont-Tonnerre gliederte und ab 1816 ein Kanton in der Provinz Rheinhessen des Großherzogtums Hessen.

## Geografie

### Außengrenze
Der Kanton umfasste den Hauptort Mainz mit den Gemeinden Kastel und Kostheim auf der rechten Rheinseite. Abgesehen davon war die östliche Grenze der Rhein und die Landgrafschaft Hessen-Darmstadt, später die Provinz Starkenburg des Großherzogtums Hessen. Nördliche Grenze war wiederum der Rhein und das Herzogtum Nassau, das auch die beiden rechtsrheinischen Gemeinden umschloss. Die westliche Grenze bildete der Kanton Oberingelheim und die südliche der Kanton Nieder-Olm.

### Innere Gliederung
Der Kanton Mainz gliederte sich zunächst in drei Gemeinden:
- den historischen Kern der Stadt Mainz,
- den Brückenkopf Kastel und
- Kostheim mit der zu Kostheim gehörenden Insel Maaraue.
- Ab 1805 trat noch das nach Mainz eingemeindete Zahlbach hinzu.

### Landwirtschaftliche Nutzfläche
Im Historisch-statistischen Jahrbuch des Departements vom Donnersberg für die Jahre 9 und 10 der „Fränkischen Republik“ wird die landwirtschaftliche Nutzfläche folgendermaßen beschrieben:
- Terres labourables (Ackerfelder): 173,76 Hektar
- Prés (Grünland): 50,88 Hektar
- Vignes (Rebfläche): 21,12 Hektar
- Forêts (Wälder): keine

## Geschichte
Vor der Besetzung des linken Rheinufers im Ersten Koalitionskrieg gehörte das Gebiet des Kantons Mainz überwiegend zu Kurmainz.
Der Kanton war in den Jahren 1798 bis 1814 Teil der Französischen Republik (1798–1804) und des Napoleonischen Kaiserreichs (1804–1814).
Nach der Belagerung von Mainz (1814) wurde das Département Donnersberg und damit auch der Kanton Mainz vorübergehend von der Österreichisch-baierischen Gemeinschaftlichen Landes-Administrations-Commission verwaltet. Durch Artikel 47 der Wiener Kongressakte gelangte der Kanton an das Großherzogtum Hessen und wurde in dessen Provinz Rheinhessen mit der Provinzhauptstadt Mainz eingegliedert. Anlässlich der Besitzergreifung durch Großherzog Ludewig I. traf dieser die wichtige Aussage:

„Nur besondere Rücksichten des allgemeinen Besten werden uns zu Änderungen bestehender und durch Erfahrung erprobter Einrichtungen bewegen […] Das wahrhaft Gute, was Aufklärung und Zeitverhältnisse herbeigeführt, wird ferner bestehen.“

Damit war der dauerhafte Bestand des französischen Rechts- und Verwaltungssystems – und auch des Kantons Mainz – erst einmal gesichert. 1835 kam es aber doch zu einer Gebiets- und Verwaltungsreform, die die Strukturen des Großherzogtums rechts und links des Rheins anglich: Die 12 Kantone der Provinz Rheinhessen wurden hinsichtlich ihrer Funktion als staatliche Verwaltungsbezirke in fünf Kreise zusammengefasst, die Kantone als Einrichtungen der Verwaltung abgeschafft. Der ehemalige Kanton Mainz bildete nun den überwiegenden Teil des (Stadt-)Kreises Mainz. Aber sein territorialer Bestand bildete weiter den Gerichtsbezirk des Friedensgerichts Mainz I. Erst mit dem Gerichtsverfassungsgesetz von 1877, das Organisation und Bezeichnungen der Gerichte reichsweit vereinheitlichte, entfiel auch diese letzte Funktion des Kantons zum 1. Oktober 1879.

## Infrastruktur
Ab Mainz begann die direkte Fernstraßenverbindung (Pariser- oder Kaiserstraße) über die Pfalz und Saarbrücken nach Paris, die damals der Präfekt Jeanbon St. André von dem „Ingénieur en chef“ Eustache de Saint-Far auf Veranlassung von Kaiser Napoleon errichten ließ. Nach Abbruch der Martinsburg wurde unter Verwendung der dort gewonnenen Steine eine Schiffswinterung direkt beim Zollamt am ehemaligen Kurfürstlichen Schloss errichtet. In Mainz wurden gerade verlaufende Prunkboulevards wie die Grand Rue Napoléon und die Große Bleiche angelegt.
1803 wurde der Hauptfriedhof Mainz errichtet um Beerdigungen an den Kirchen im innerstädtischen Bereich zu unterbinden.
Im Jahr 1806 begann der Bau des Hospice Josephine, benannt nach Joséphine de Beauharnais, Napoleons Gemahlin, der jedoch nie vollendet wurde. Es sollte eines der wenigen Beispiele der Revolutionsarchitektur auf dem Gebiet des späteren Deutschland darstellen. Die Medizinische Fakultät der Universität sollte in eine École spéciale de médicine transformiert werden, für die ein neues Gebäude anstelle der Welschnonnenkirche geplant war.

## Militärbauten
Das Fort Montebello, zur Zeit des Deutschen Bundes in Fort Großherzog von Hessen umbenannt, war ein Festungswerk bei Mainz-Kastel. Es war Teil des äußeren Gürtels um die Festung Mainz. Das auf dem rechten Ufer des Rheins liegende Fort hatte die Aufgabe, als Außenwerk im Verbund mit den Forts Kastel, Mars und Petersaue zur Deckung der Schiffbrücke beizutragen. Der Bau des Forts begann 1805 und war 1813 abgeschlossen.